# Ḩoseynābād (ort i Hamadan, lat 34,30, long 48,09)
Ḩoseynābād (persiska: حُسِين آباد, هَسَن آباد, حسین آباد) är en ort i Iran.   Den ligger i provinsen Hamadan, i den nordvästra delen av landet, 300 km sydväst om huvudstaden Teheran. Ḩoseynābād ligger 1 464 meter över havet och antalet invånare är 108.
Terrängen runt Ḩoseynābād är platt åt nordost, men åt sydväst är den kuperad.Runt Ḩoseynābād är det ganska tätbefolkat, med 124 invånare per kvadratkilometer. Närmaste större samhälle är Kīān, 19,3 km sydost om Ḩoseynābād. Trakten runt Ḩoseynābād består till största delen av jordbruksmark.